# Abdelaziz Merzougui Nourddine
Abdelaziz Merzougui Nourddine (Guelmim, Marroc, 30 d'agost de 1991) és un atleta d'origen marroquí, nacionalitzat espanyol.
Nascut al Marroc el 1991, Abdezaliz Merzougui és un atleta, especialitzat amb els 3.000 metres obstacles, que fou olímpic en dues ocasions, als Jocs Olímpics, als Jocs Olímpics de Londres 2012 i als de Jocs Olímpics de Rio de Janeiro 2016.
L'any 2006 Abdelaziz Merzougui va decidir marxar del seu país natal per a competir al màxim nivell i poder, a més, ajudar econòmicament la seva família. Amb 15 anys, va sortir de l'excolònia espanyola de Sidi Ifni, a bord d'una pastera on hi viatjaven 25 persones. Després de 36 hores de travessia, ja de nit, va arribar a Lanzarote. Allà, es va posar en contacte amb el seu amic i compatriota l'atleta Ayad Lamdassem, que l'havia animat a anar fins a Lleida per poder entrenar-se. Abdelaziz no s'ho va pensar i es traslladà a Barcelona, i d'allà a Lleida, el final del seu dur trajecte. Va fer unes proves amb l'entrenador de la Federació Espanyola, Antonio Cánovas, que va reconèixer les seves habilitats atlètiques. Sense papers, i per intentart legalitzar la seva situació, va recalar en un centre d'acollida a Amorebieta i dies després a Zabaloetxe, una residència de menors a Loiu, Biscaia, que ha allotjat diversos atletes marroquins, com Hassan Oubaddi, Abdelfettah Louajari o Samina Ahbouche, entre d'altres. L'any 2010 el Consell de Ministres Espanyol li va concedir la nacionalitat espanyola.
L'any 2013 aconseguí el primer lloc al Campionat d'Europa Sub-23 celebrat a Tampere, Finlàndia, a la prova de 3.000 metres obstacles. En aquesta mateixa prova atlètica, quedà en segona posició al Meeting Iberoamericà d'Atletisme de Huelva l'any 2015, i també en segona posició al Meeting d'atletisme de Baie-Mahault, al departament d'ultramar francès situat a les Petites Antilles.
El setembre de 2021 es proclamà campió d'Espanya de mitja marató, després d'aconseguir el primer lloc a la 'Media Maratón Bajo Pas', amb sortida i arribada a Oruña, al municipi de Piélagos, Cantàbria.
El març de 2022 Abdelaziz Merzougui guanyà la Mitja Marató de Benidorm i també va batre el millor registre de la prova, amb un temps de 1 hora, 5 minuts y 41 segons.